# Aspidoscelis rodecki
Aspidoscelis rodecki (батогохвіст Родека) — вид ящірок родини теїдових (Teiidae). Ендемік Мексики.

## Поширення і екологія
Батогохвости Родека мешкають на північно-східному узбережжі Юкатану в штаті Кінтана-Роо, а також на сусідніх островах Контой і Мухерес. Вони живуть серед чагарників на піщаних пляжах.

## Збереження
МСОП класифікує стан збереження цього виду як близький до загрозливого. Aspidoscelis rodecki загрожує знищення природного середовища.